# Cimanes de la Vega
Cimanes de la Vega é um município da Espanha na província de León, comunidade autónoma de Castela e Leão, de área km² com população de 576 habitantes (2007) e densidade populacional de 23,84 hab/km².

## Demografia
| Variação demográfica do município entre 1991 e 2004 | Variação demográfica do município entre 1991 e 2004 | Variação demográfica do município entre 1991 e 2004 | Variação demográfica do município entre 1991 e 2004 |
| --------------------------------------------------- | --------------------------------------------------- | --------------------------------------------------- | --------------------------------------------------- |
| 1991                                                | 1996                                                | 2001                                                | 2004                                                |
| 764                                                 | 725                                                 | 636                                                 | 625                                                 |